# Vy-lès-Rupt
Cet article possède un paronyme, voir Villerupt.
Vy-lès-Rupt est une commune française située dans le département de la Haute-Saône, la région culturelle et historique de Franche-Comté et la région administrative Bourgogne-Franche-Comté.

## Géographie

### Climat
Pour des articles plus généraux, voir Climat de la Bourgogne-Franche-Comté et Climat de la Haute-Saône.
En 2010, le climat de la commune est de type climat des marges montargnardes, selon une étude du Centre national de la recherche scientifique s'appuyant sur une série de données couvrant la période 1971-2000. En 2020, Météo-France publie une typologie des climats de la France métropolitaine dans laquelle la commune est dans une zone de transition entre le climat océanique altéré et le climat océanique altéré et est dans la région climatique  Lorraine, plateau de Langres, Morvan, caractérisée par un hiver rude (1,5 °C), des vents modérés et des brouillards fréquents en automne et hiver. 
Pour la période 1971-2000, la température annuelle moyenne est de 10,1 °C, avec une amplitude thermique annuelle de 17,2 °C. Le cumul annuel moyen de précipitations est de 960 mm, avec 12,9 jours de précipitations en janvier et 9,3 jours en juillet. Pour la période 1991-2020, la température moyenne annuelle observée sur la station météorologique de Météo-France la plus proche, « Combeaufontaine », sur la commune de Combeaufontaine à 8 km à vol d'oiseau, est de 10,7 °C et le cumul annuel moyen de précipitations est de 1 044,0 mm. 
La température maximale relevée sur cette station est de 41 °C, atteinte le 25 juillet 2019 ; la température minimale est de −26 °C, atteinte le 6 janvier 1985,,. 
Les paramètres climatiques de la commune ont été estimés pour le milieu du siècle (2041-2070) selon différents scénarios d'émission de gaz à effet de serre à partir des nouvelles projections climatiques de référence DRIAS-2020. Ils sont consultables sur un site dédié publié par Météo-France en novembre 2022.

## Urbanisme

### Typologie
Au 1er janvier 2024, Vy-lès-Rupt est catégorisée commune rurale à habitat dispersé, selon la nouvelle grille communale de densité à sept niveaux définie par l'Insee en 2022.
Elle est située hors unité urbaine. Par ailleurs la commune fait partie de l'aire d'attraction de Vesoul, dont elle est une commune de la couronne,. Cette aire, qui regroupe 158 communes, est catégorisée dans les aires de 50 000 à moins de 200 000 habitants,.

### Occupation des sols
L'occupation des sols de la commune, telle qu'elle ressort de la base de données européenne d’occupation biophysique des sols Corine Land Cover (CLC), est marquée par l'importance des territoires agricoles (61,1 % en 2018), une proportion sensiblement équivalente à celle de 1990 (61 %). La répartition détaillée en 2018 est la suivante : 
terres arables (42,7 %), forêts (35,8 %), prairies (10,2 %), zones agricoles hétérogènes (8,2 %), zones urbanisées (3,1 %). L'évolution de l’occupation des sols de la commune et de ses infrastructures peut être observée sur les différentes représentations cartographiques du territoire : la carte de Cassini (XVIIIe siècle), la carte d'état-major (1820-1866) et les cartes ou photos aériennes de l'IGN pour la période actuelle (1950 à aujourd'hui).

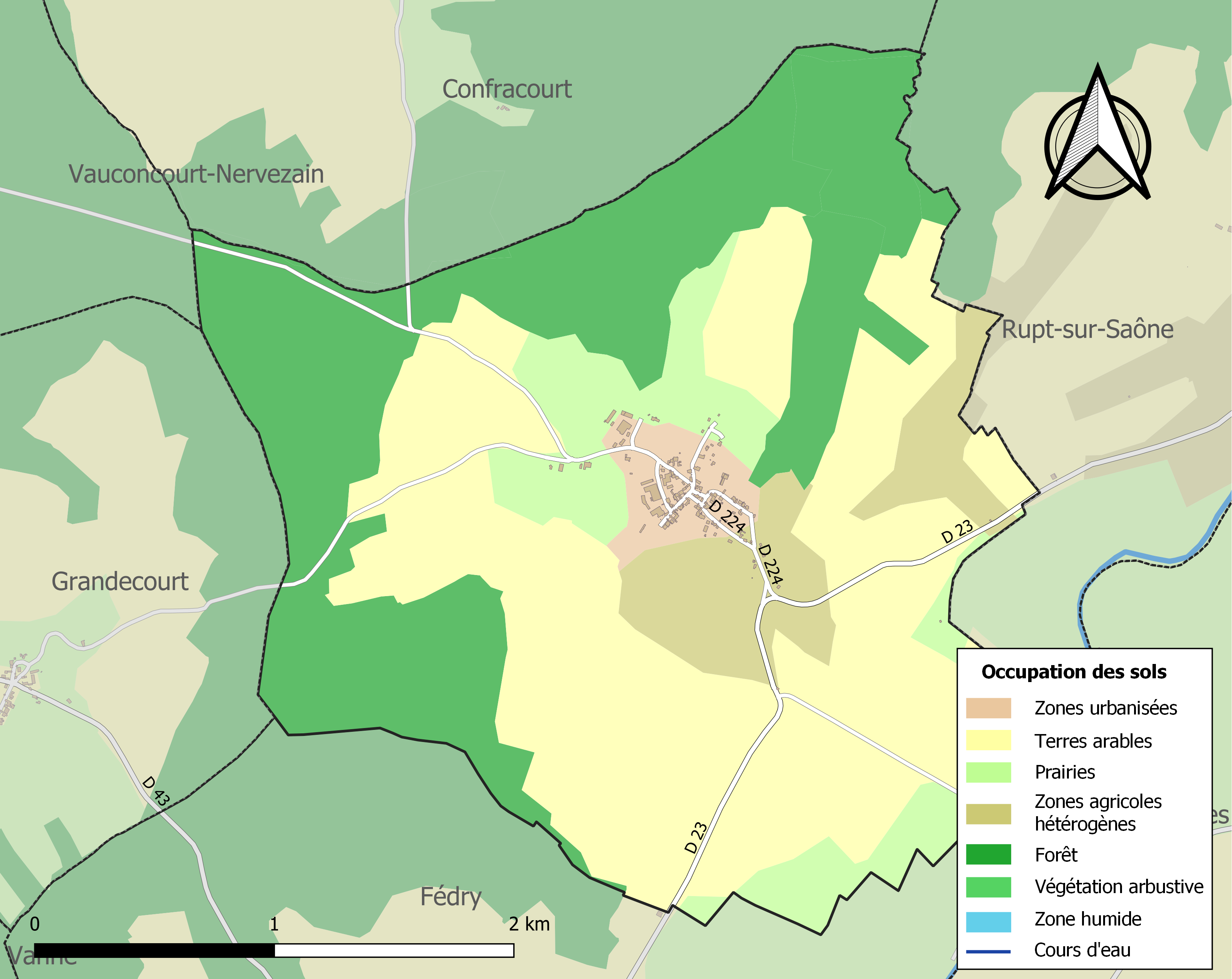
Carte des infrastructures et de l'occupation des sols de la commune en 2018 (CLC).

## Histoire
La commune de Grandecourt a été rattachée à Vy-lès-Rupt de 1806 à 1832.

## Politique et administration

### Rattachements administratifs et électoraux
La commune fait partie de l'arrondissement de Vesoul du département de la Haute-Saône, en région Bourgogne-Franche-Comté.
Pour l'élection des députés, elle dépend de la première circonscription de la Haute-Saône.
Historiquement rattachée au canton de Dampierre-sur-Salon, elle fait partie depuis 1975 partie du canton de Scey-sur-Saône-et-Saint-Albin. Dans le cadre du redécoupage cantonal de 2014 en France, le territoire de ce canton s'est étendu de  17 à 46 communes.

### Intercommunalité
La commune est membre de la communauté de communes des Combes, créée le 31 décembre 1994.

### Liste des maires
| Période                                  | Période                      | Identité             | Étiquette | Qualité                                                                     |
| ---------------------------------------- | ---------------------------- | -------------------- | --------- | --------------------------------------------------------------------------- |
| Les données manquantes sont à compléter. |                              |                      |           |                                                                             |
| mars 2001                                | juillet 2017                 | Jean-Marie Jacquinot |           | Vice-président de la CC des Combes (2014 - 2017) Décédé en fonction         |
| octobre 2017                             | En cours (au 5 juillet 2018) | Éric Masoyé          |           | Vice-président ( ? → 2018 ) puis président (2018 → ) du Sictom Val de Saône |

## Démographie
L'évolution du nombre d'habitants est connue à travers les recensements de la population effectués dans la commune depuis 1793. Pour les communes de moins de 10 000 habitants, une enquête de recensement portant sur toute la population est réalisée tous les cinq ans, les populations de référence des années intermédiaires étant quant à elles estimées par interpolation ou extrapolation. Pour la commune, le premier recensement exhaustif entrant dans le cadre du nouveau dispositif a été réalisé en 2008.

En 2022, la commune comptait 80 habitants, en évolution de −17,53 % par rapport à 2016 (Haute-Saône : −1,4 %, France hors Mayotte : +2,11 %).
| 1793 | 1800 | 1806 | 1821 | 1831 | 1836 | 1841 | 1846 | 1851 |
| ---- | ---- | ---- | ---- | ---- | ---- | ---- | ---- | ---- |
| 303  | 363  | 361  | 604  | 380  | 365  | 379  | 391  | 388  |

| 1856 | 1861 | 1866 | 1872 | 1876 | 1881 | 1886 | 1891 | 1896 |
| ---- | ---- | ---- | ---- | ---- | ---- | ---- | ---- | ---- |
| 345  | 309  | 315  | 336  | 307  | 304  | 303  | 271  | 246  |

| 1901 | 1906 | 1911 | 1921 | 1926 | 1931 | 1936 | 1946 | 1954 |
| ---- | ---- | ---- | ---- | ---- | ---- | ---- | ---- | ---- |
| 220  | 194  | 172  | 156  | 147  | 145  | 137  | 112  | 112  |

| 1962 | 1968 | 1975 | 1982 | 1990 | 1999 | 2006 | 2008 | 2013 |
| ---- | ---- | ---- | ---- | ---- | ---- | ---- | ---- | ---- |
| 124  | 140  | 145  | 113  | 101  | 100  | 101  | 101  | 101  |

| 2018 | 2022 | - | - | - | - | - | - | - |
| ---- | ---- | - | - | - | - | - | - | - |
| 82   | 80   | - | - | - | - | - | - | - |

## Culture locale et patrimoine

### Lieux et monuments
- Église Saint-Pierre-aux-Liens, reconstruite au milieu du XVIIIe, avec ses 3 magnifiques retables de style baroque néo-classique français, grâce à leur dernière restauration, le village a obtenu en 1999, le 1er prix national du patrimoine. Le clocher comtois a été restauré en 1998. Cette église fait partie de la route des retables de Haute-Saône.
- Le lavoir situé au début de la rue du Grand Visenet. Il comporte une borne fontaine monumentale avec plaque de fonte dont l’eau s’écoule par un canal abreuvoir de 7 m de long et un rinçoir de 4 m2, suivi du lavoir d’environ 14 m2.
- La « Fontaine du Chêne » se trouve à l'écart des rues du village. Elle vient d’être restaurée. Le plan incliné pour le lavage est fait de calcaire gris bleu. Le puisoir qui alimente le lavoir a une très belle architecture. L'abreuvoir entouré de pavés renforcent le charme de l'ensemble de la fontaine.

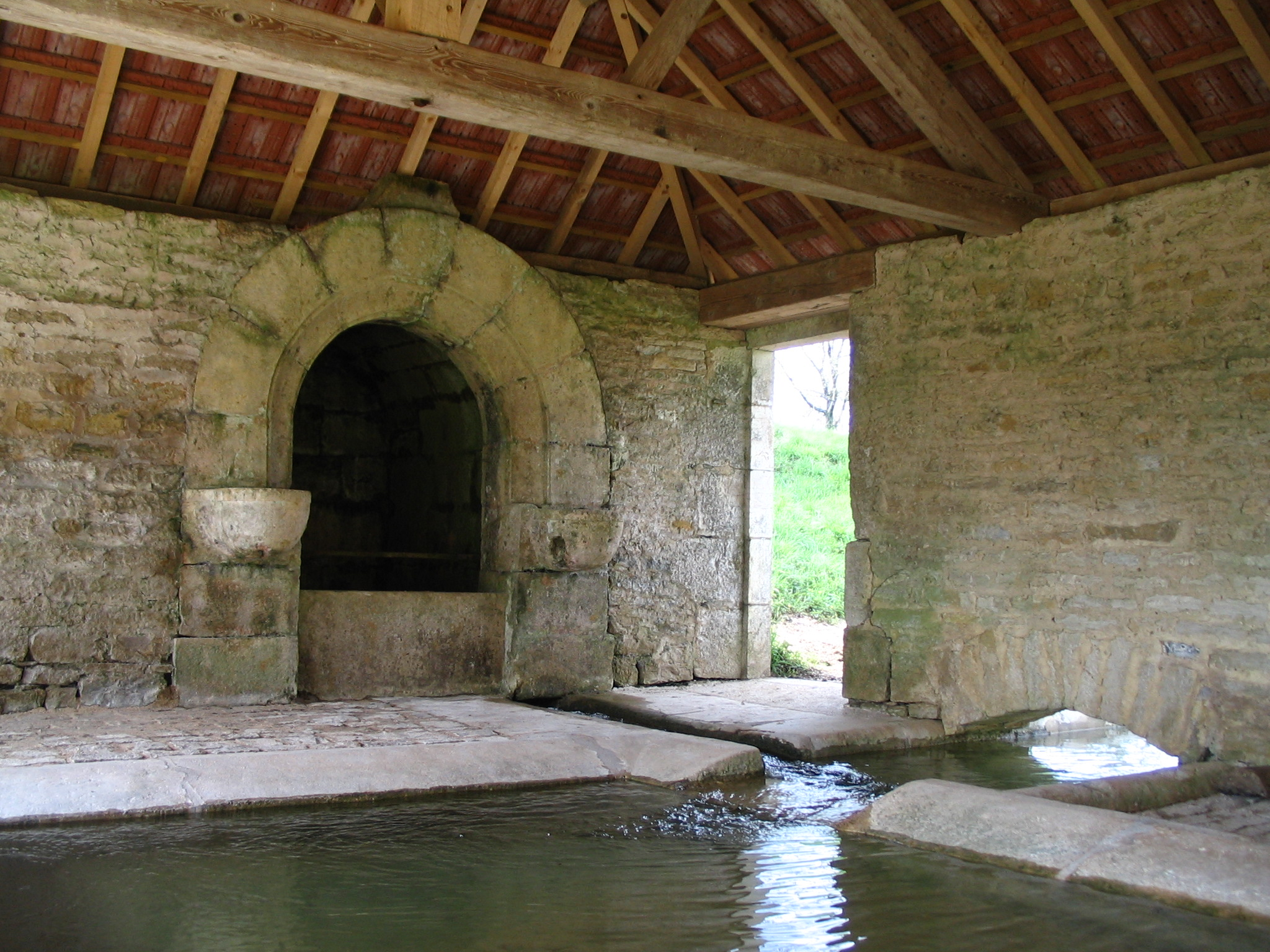
Fontaine du chêne.
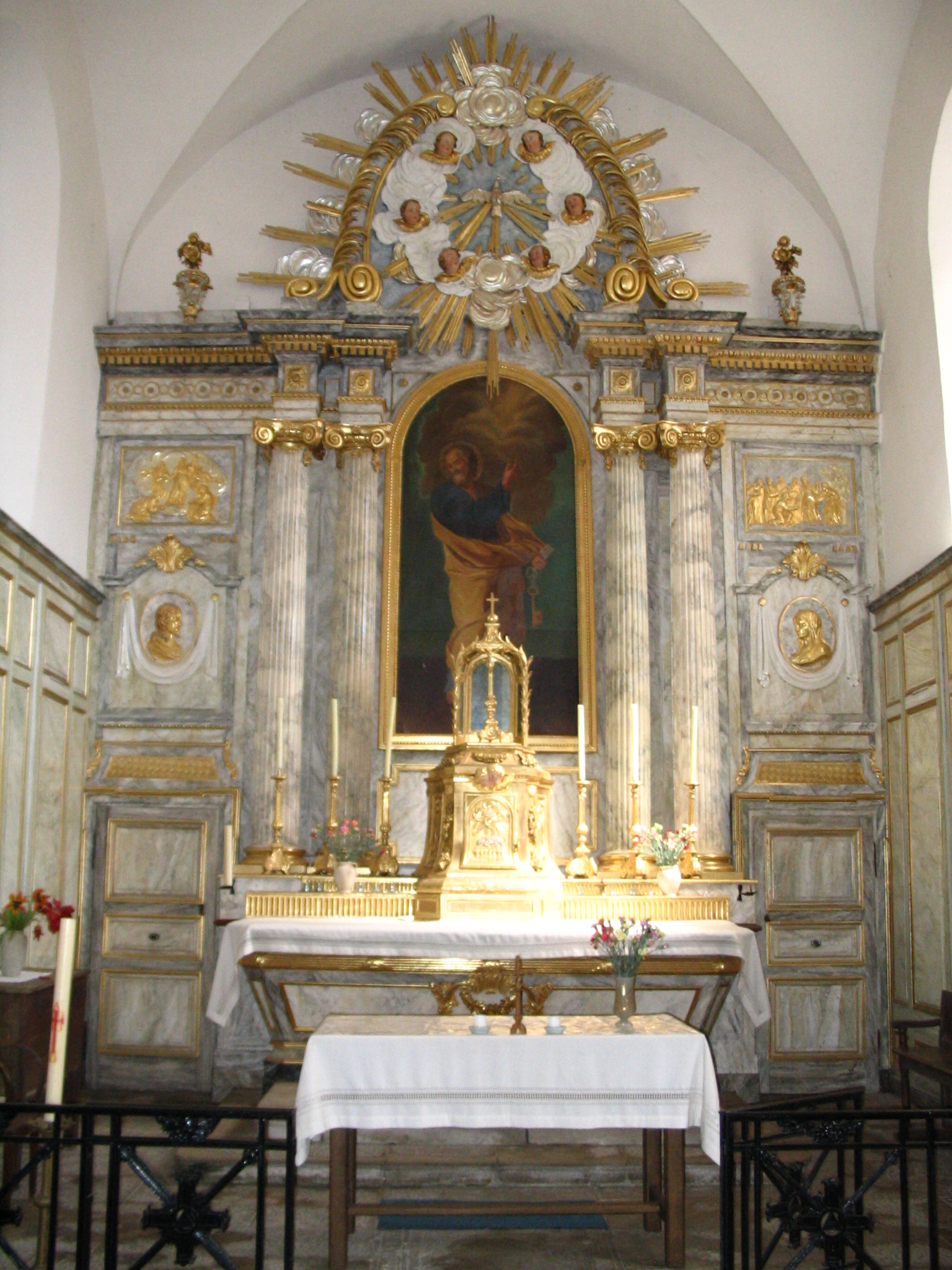
Retable de l'église.

## Héraldique
| Blason de Vy-lès-Rupt | Blason  | D'azur au pairle d'or accompagné en chef d'une clé contournée et posée en fasce, à dextre d'une croisette recroisetée au pied fiché et à senestre d'une roue de moulin, le tout du même. |
| Blason de Vy-lès-Rupt | Détails | Le statut officiel du blason reste à déterminer. |